# Alex Brosque
Alex Jason Brosque (ur. 12 października 1983 w Sydney) – piłkarz australijski grający na pozycji lewoskrzydłowego lub napastnika.

## Kariera klubowa
Piłkarskie treningi Brosque rozpoczął w takich klubach amatorskich jak Smithfield RSL, Fairfield Athletic i Southern Districts. Następnie uczęszczał do Australian Institute of Sport, a w 2001 roku jako 18-latek został piłkarzem klubu Marconi Stallions z jego rodzinnego miasta Sydney. 1 grudnia 2001 zadebiutował w National Soccer League w zremisowanym 1:1 domowym spotkaniu z Newcastle Jets. Zawodnikiem Marconi Stallions był przez trzy sezony. Występował w pierwszym składzie zespołu, a w latach 2003 i 2004 dwukrotnie z rzędu został wybrany Piłkarzem Roku do lat 21.
Latem 2004 roku Brosque przeszedł do holenderskiego Feyenoordu. Nie przebił się jednak do podstawowego składu i został wypożyczony do belgijskiego KVC Westerlo. 16 października zadebiutował w Jupiler League w spotkaniu ze Standardem Liège (0:2). W Westerlo grał do końca sezonu 2004/2005.
W 2005 roku po utworzeniu profesjonalnej ligi australijskiej, A-League, Brosque wrócił do ojczyzny i został piłkarzem Queensland Roar. 28 kwietnia tamtego roku rozegrał dla Roar swoje pierwsze spotkanie - wygrane 2:0 z New Zealand Knights. W sezonie 2005/2006 strzelił 8 goli i został współkrólem strzelców ligi wraz z Stewartem Petriem, Archiem Thompsonem i Bobbym Despotovskim. Za sezon 2005/2006 został wybrany Piłkarzem Roku w drużynie Queensland Roar.
11 lutego 2006 Brosque ogłosił swoje przejście do drużyny Sydney FC. Zaczął w niej grać od początku sezonu 2006/2007. Swój debiut w tym klubie zaliczył 27 sierpnia 2006 w meczu z Central Coast Mariners (1:0). W sezonie 2007/2008 był najlepszym strzelcem Sydney w lidze. W latach 2008 i 2009 był wybierany Piłkarzem Roku w swoim klubie.
W 2011 zawodnik przeniósł się do japońskiego Shimizu S-Pulse.
| Sezon   | Klub                | Kraj      | Rozgrywki              | Mecze | Bramki |
| ------- | ------------------- | --------- | ---------------------- | ----- | ------ |
| 2001/02 | Marconi Stallions   | Australia | National Soccer League | 17    | 1      |
| 2002/03 | Marconi Stallions   | Australia | National Soccer League | 21    | 9      |
| 2003/04 | Marconi Stallions   | Australia | National Soccer League | 13    | 3      |
| 2004/05 | Feyenoord Rotterdam | Holandia  | Eredivisie             | 0     | 0      |
| 2004/05 | KVC Westerlo        | Belgia    | Jupiler League         | 16    | 2      |
| 2005/06 | Queensland Roar     | Australia | A-League               | 21    | 8      |
| 2006/07 | Sydney FC           | Australia | A-League               | 20    | 4      |
| 2007/08 | Sydney FC           | Australia | A-League               | 20    | 8      |
| 2008/09 | Sydney FC           | Australia | A-League               | 18    | 5      |
| 2009/10 | Sydney FC           | Australia | A-League               | 29    | 7      |
| 2010/11 | Sydney FC           | Australia | A-League               | 15    | 6      |
| 2011    | Shimizu S-Pulse     | Japonia   | J-League               | 21    | 5      |

## Kariera reprezentacyjna
W 2003 roku Brosque wziął udział z reprezentacją Australii U-20 w mistrzostwach świata U-20 w Zjednoczonych Emiratach Arabskich. Z kolei w 2004 roku z kadrą U-23 wystąpił na igrzyskach olimpijskich w Sydney, dochodząc z nią do ćwierćfinału.
W dorosłej reprezentacji Australii Brosque zadebiutował 2 czerwca 2004 roku w wygranym 6:1 meczu Pucharu Narodów Oceanii 2004 z Fidżi. Na tym turnieju rozegrał 3 spotkania.